# Saheb Qaraniehs palats

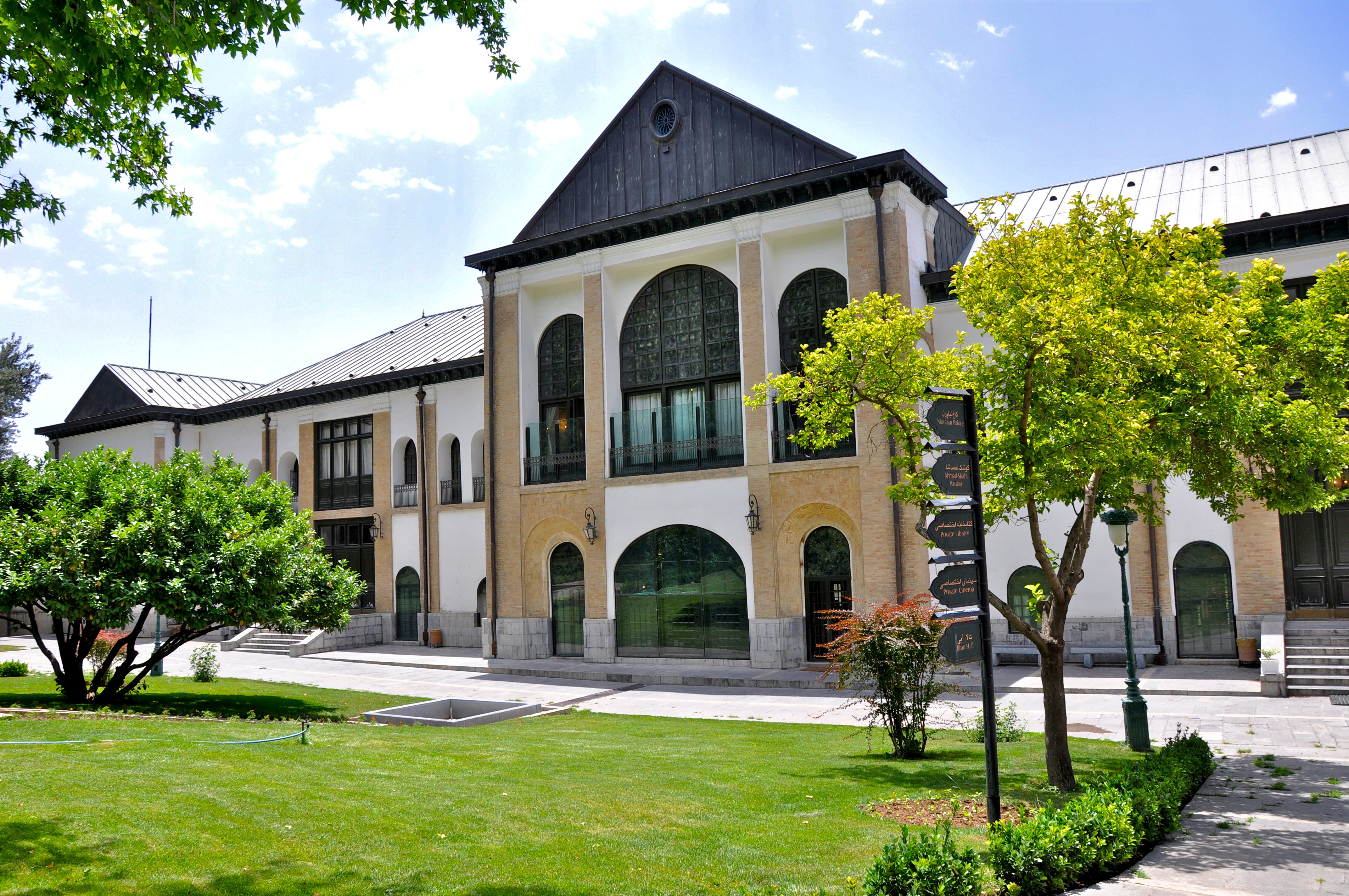
Saheb Qaraniehs palats.

Saheb Qaraniehs palats (persiska : کاخ صاحبقرانیه) ligger i Teheran och byggdes på Nassredin Shahs befallning. Efter 30 år vid makten namngav Nassredin Shah byggnaden Saheb Qaranieh (saheb betyder ägare och qarn betyder sekel på persiska) eftersom 30 år ansågs vara ett sekel på den tiden.

## Bildgalleri

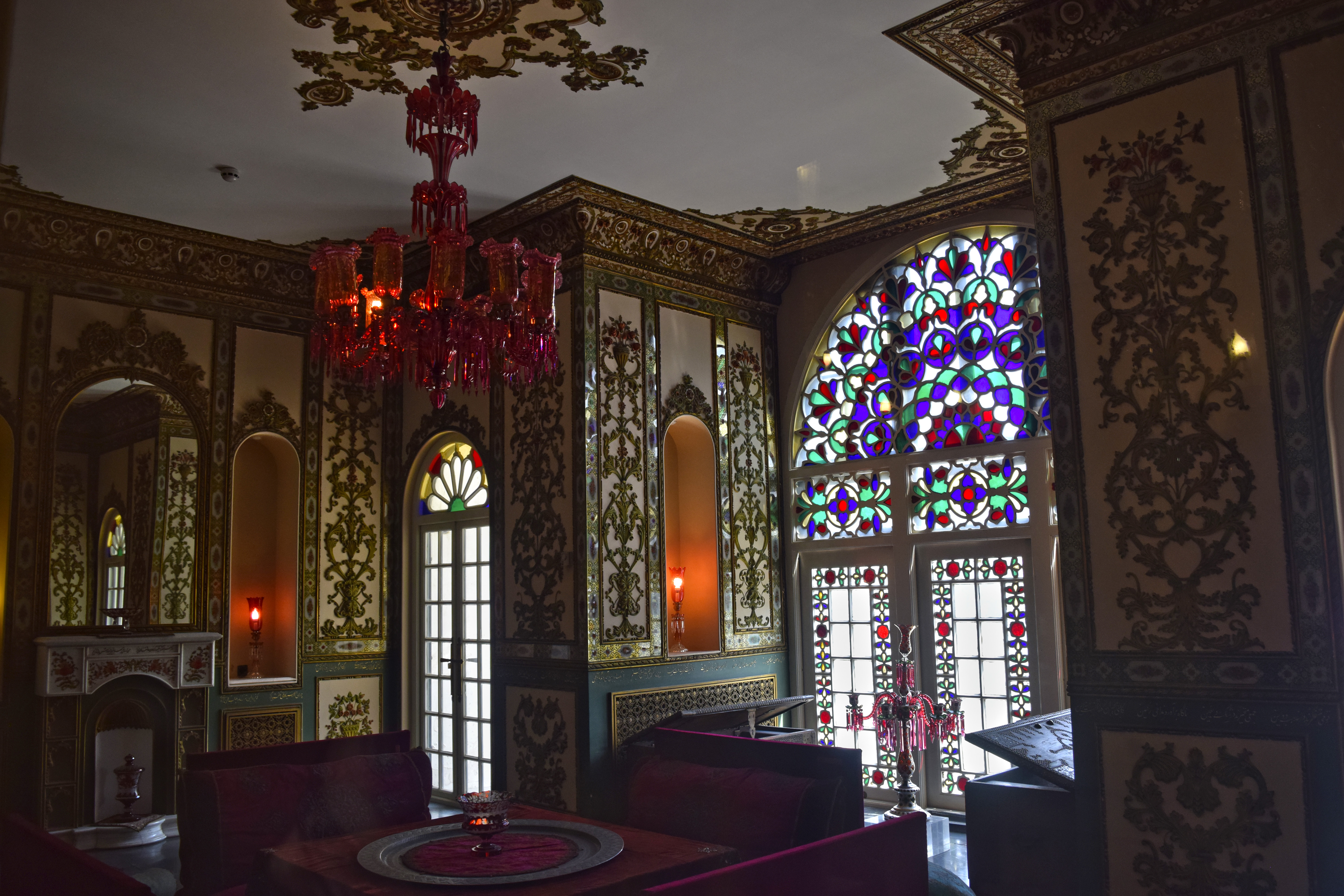
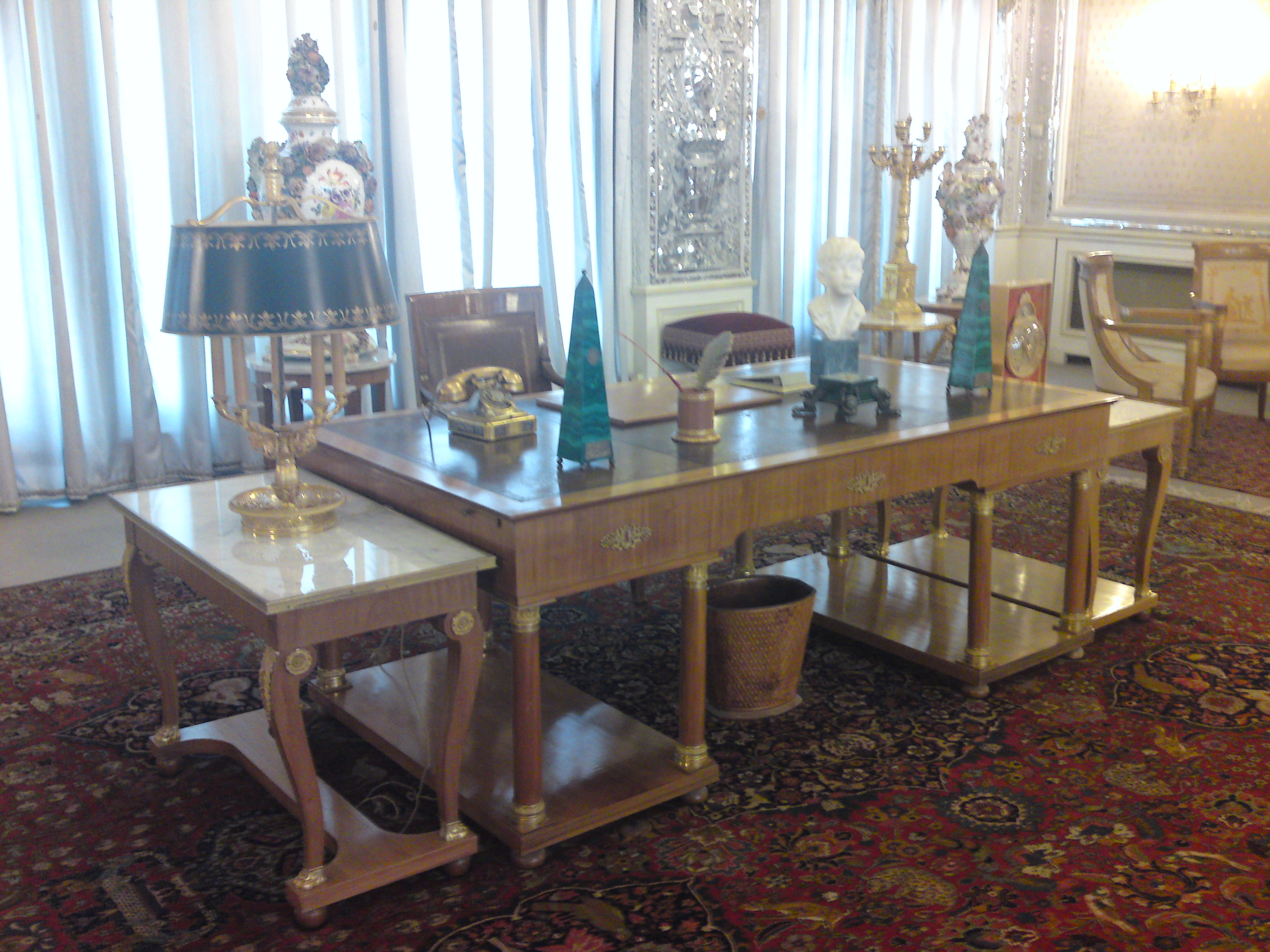
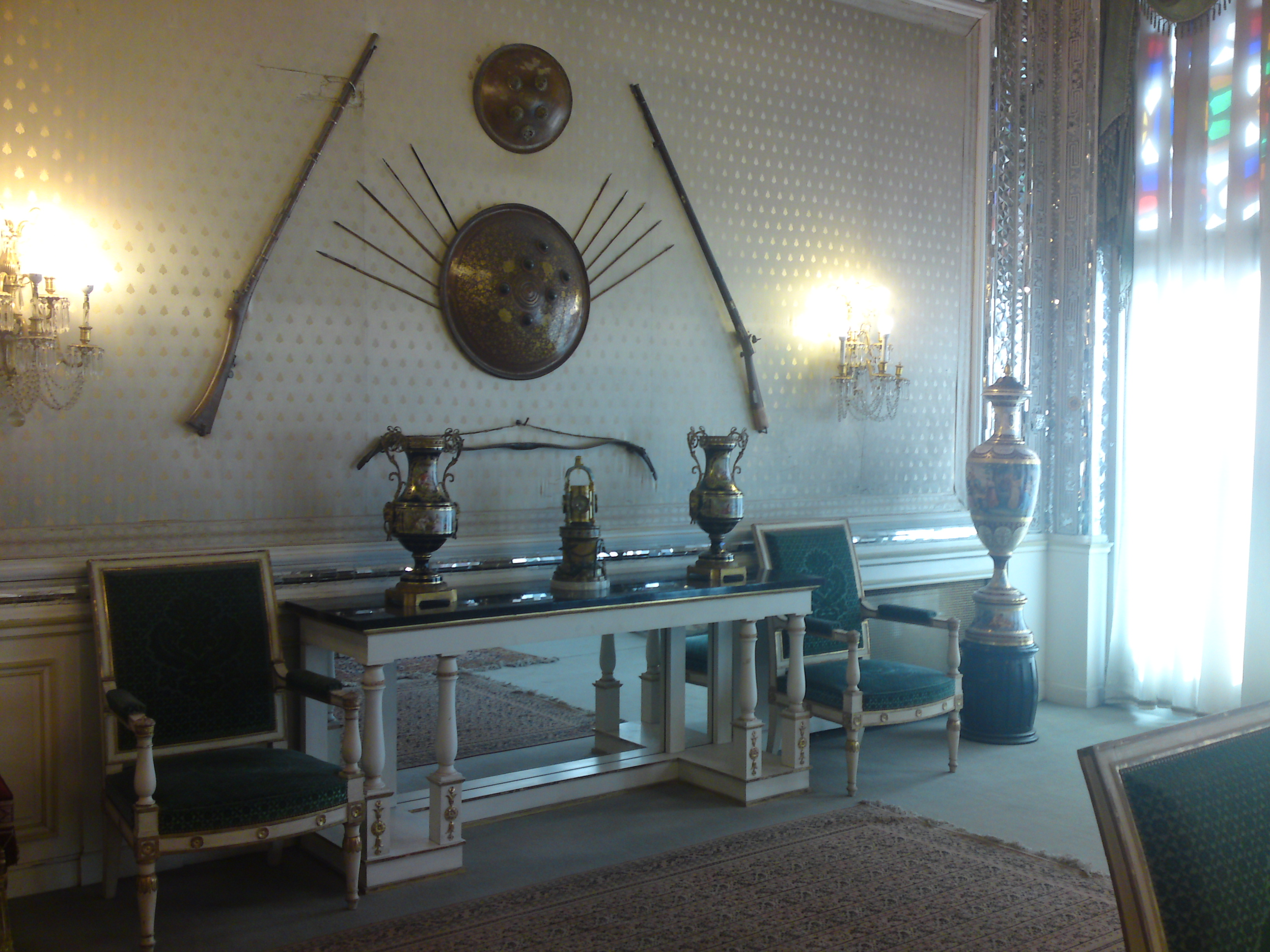
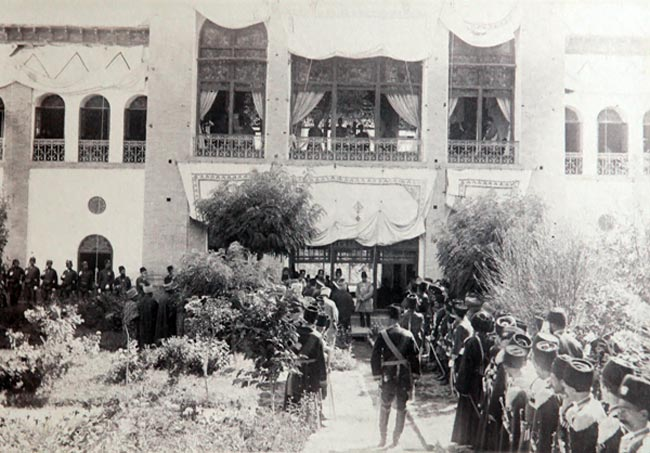
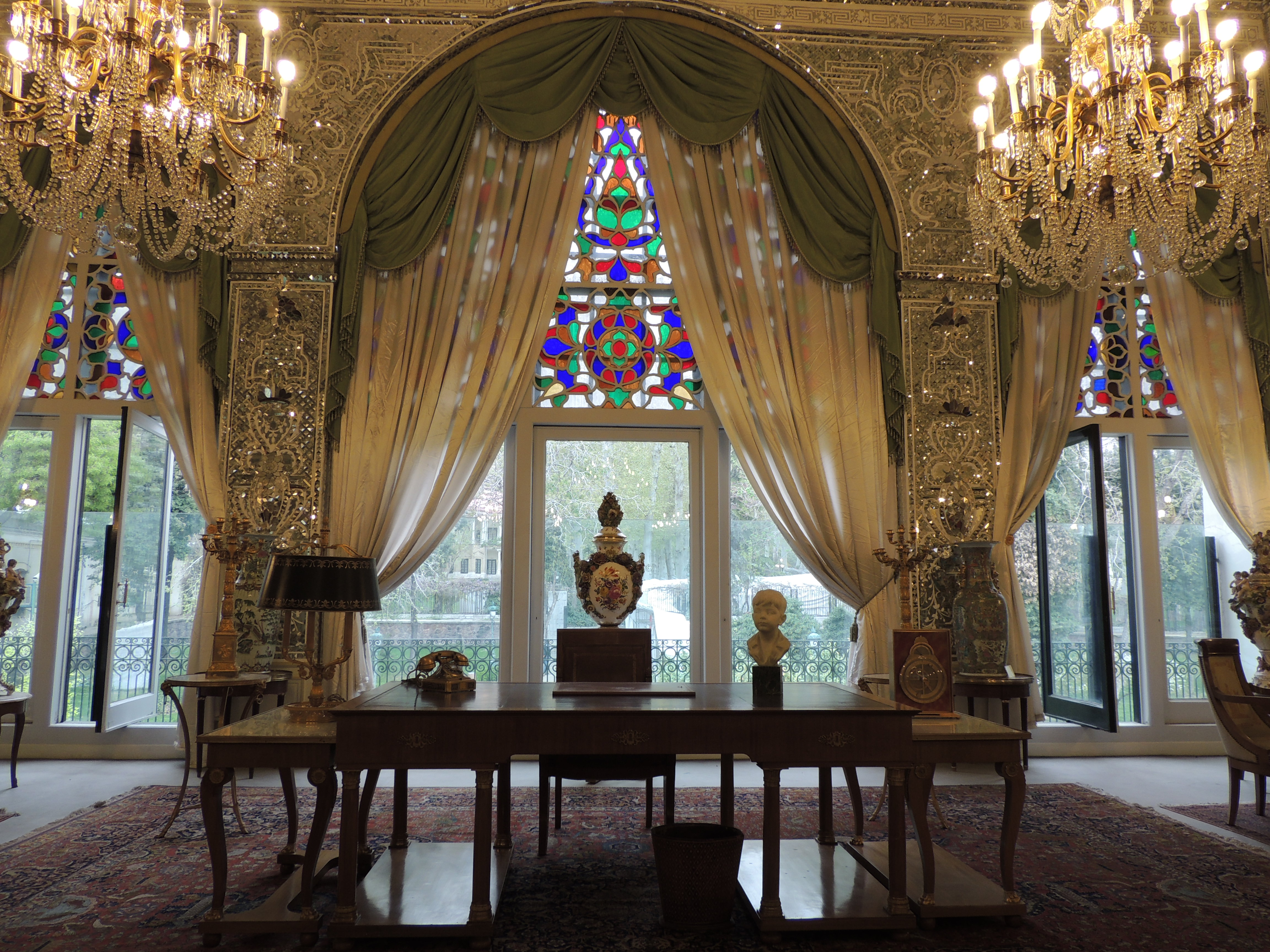
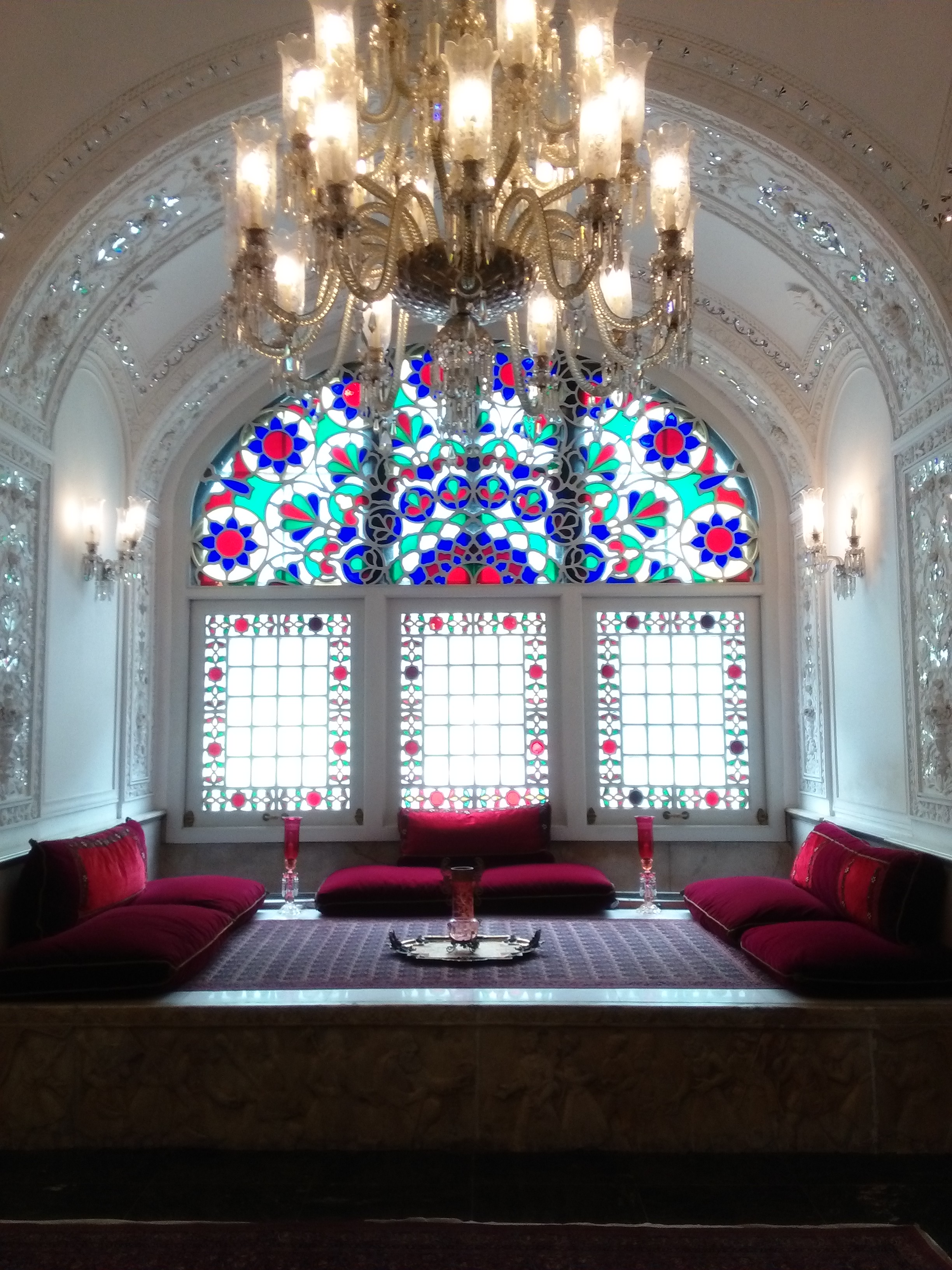